# Static (альбом)
Static — третий альбом итальянской группы Planet Funk, выпущенный в 2006 году.
Композиция «Static» входит в саундтрек к компьютерной игре FIFA 08.

## Список композиций
1. It's Your Time — 3:00
2. Magic Number — 3:42
3. Swallow — 2:55
4. In The Beginning — 4:06
5. If We Try — 3:09
6. Static — 4:57
7. We Turn — 4:24
8. Running Through My Head — 5:52
9. Tears — 5:13
10. Big Fish — 4:04

## Участники записи
- Люк Аллен — вокал в композициях 1-9
- Лоренцо Джованотти — вокал в композиции 10
- Алекс Нери — клавишные партии
- Серджио Делла Моника — гитара, басовая партия в композиции 1
- Марко Барони — клавишные партии
- Алессандро Соммелла — гитара, бас